# Marco, de los Apeninos a los Andes
Marco, de los Apeninos a los Andes es un relato breve de ficción incluido por Edmundo de Amicis en su novela Corazón, publicada en 1886. Narra la historia del extenso y complicado viaje de un niño de trece años, Marco, desde Italia hacia Argentina, en busca de su madre, que había emigrado a aquel país sudamericano dos años antes para poder trabajar y poder dar una mejor vida a sus hijos. El relato aporta una cruda visión de la emigración italiana que tuvo lugar durante el siglo XIX y principios del XX, teniendo que dejar el norte italiano, para marchar a naciones del continente americano, que en aquellos momentos con condiciones de vida un poco mejores que las de la Europa de la Revolución Industrial, aunque los que llegaban a América no siempre lograban triunfar.

## La historia
En Génova, al norte de Italia, reside una familia con dos hijos —Antonio, de dieciocho y Marco, de nueve años. La madre se ve obligada a marchar a Argentina para encontrar trabajo sirviendo en una casa. Durante un tiempo la familia recibe por escrito noticias de la madre, pero al cabo de un año, las cartas cesan, tras una en que se daba cuenta de problemas de salud, con lo que se crea una situación de preocupación e incertidumbre.
Tras tratar de conseguir noticias a través del Consulado italiano en Buenos Aires, a los dos años de la partida de la madre, el más pequeño de los dos hijos, Marco, decide afrontar, salvando las iniciales reticencias de su padre, el largo viaje de veintisiete días que entonces debían sufrir los emigrantes a bordo de grandes buques mercantes.
A su llegada a la capital argentina no consigue encontrar a su madre, pues la familia para la que trabaja ha trasladado su residencia a Córdoba. Tras pasar una noche en La Boca, se embarca para remontar el Río Paraná, con destino a Rosario, desde donde le han dicho que le será más fácil llegar a Córdoba. Allí no encuentra al contacto que le habían facilitado y se encuentra en una situación difícil, ante la falta de dinero para pagar el ferrocarril que le llevaría, durante un día de viaje, hasta Córdoba. Sin embargo la ayuda de un grupo de emigrantes italianos le proporciona el dinero necesario y toma el mencionado ferrocarril.
Con la llegada a Córdoba no acaban los problemas del joven Marco, pues al llegar a la casa del ingeniero Mequínez, para quien trabaja su madre, comprueba que, una vez más, se ha mudado, marchando a Tucumán. Consigue convencer a un comerciante que se dirige a Santiago del Estero para que lo lleve en el tramo común del camino, viajando así durante más de dos semanas en un carro tirado por bueyes que lo dejará junto a la Cordillera de los Andes desde donde marchará a pie hasta Tucumán. 
Al llegar a esta ciudad, y tras dirigirse a una finca situada a una jornada más de marcha, encuentra al fin a su madre, enferma y prácticamente desahuciada por los médicos. Debe operarse y, tan lejana de su familia, ha perdido toda esperanza. Se niega a ser operada. Sin embargo, la llegada de su joven y voluntarioso hijo le devuelve la ilusión por vivir y conseguirá ayudarla a sanar.
El relato termina con las palabras del médico, quien dirigiéndose a Marco le dice: "¡Eres tú, heroico niño, quien ha salvado a tu madre!".

## Adaptaciones
- La primera de las adaptaciones cinematográficas, Dagli Appennini alle Ande, realizada con el argumento del relato de Edmundo de Amicis, fue una película muda, una de las primeras obras del cine italiano que fue dirigida en 1916 por Umberto Paradisi. Ermanno Roveri interpretó al joven Marco.

- Con idéntico título y nacionalidad se estrenaron dos nuevas películas en las siguientes décadas. En 1943 la dirigida por Flavio Calzavara con Cesare Barbetti como protagonista, y en 1959 la de Folco Quilici, interpretada por Marco Paoletti.

- La más conocida adaptación de Cuore es la serie de anime creada por Nippon Animation en 1976, como parte de su popular contenedor infantil World Masterpiece Theater.

- En 1980 se estrenó Marco de los Apeninos a los andes (母をたずねて三千里, Haha o tazunete sanzenri), la película editada por el personal del anime de la TV. El lanzamiento al cine fue el 19 de julio de 1980. Fue distribuida por Toho Towa y cuenta con una duración de 107 minutos.

- En 1990, y bajo la dirección de Pino Passalacqua se rodó una nueva adaptación en Italia, esta vez destinada a su emisión como telefilme por televisión. El actor infantil Umberto Caglini interpretó el papel de Marco.

- Marco: de los apeninos a los andes (Marco 母をたずねて三千里 Maruko Haha o Tazunete Sanzenri?) es una versión conmemorativa basada en la serie de TV que Nippon Animation produjo en 1999. El personal original no participó, aunque el método de la dirección y la escritura se aplicaron a la serie de la TV de la misma manera. El lanzamiento al cine fue el 9 de abril de 1999. Fue distribuido por Shochiku y contó con una duración de 98 minutos.

- El canal de televisión español Antena 3, sacó su propia adaptación de Marco estrenado el 26 de diciembre de 2011, cambiando tan solo el punto de inicio, que es en la ciudad de Málaga y sustituyendo el mono Amedio por un nuevo hermano menor del personaje principal llamado Lucas.[1]